# Natasha Little
Natasha Emma Little (* 2. Oktober 1969 in Liverpool, England) ist eine britische Schauspielerin.

## Leben und Leistungen
Ihre Mutter war eine Lehrerin und ihr Vater Manager beim englischen National Health Service. Die ersten zwölf Lebensjahre verbrachte sie in verschiedenen Staaten des Nahen Ostens, wo ihr Vater für die WHO tätig war. Zurück in England, besuchte Little das Epping Forest College und schloss danach die Guildhall School of Music and Drama ab. Ihre erste professionelle Rolle spielte sie in The Tenth Man am Hampstead Theatre.
Für ihre Rolle in der Miniserie Vanity Fair aus dem Jahr 1998, bei derer Soundtrack sie ebenfalls mitwirkte, gewann Little im Jahr 1999 den Golden FIPA des Biarritz International Festival of Audiovisual Programming. Sie wurde außerdem 1999 für den BAFTA TV Award und den Royal Television Society Award nominiert. In der Komödie Greenfingers – Harte Jungs und zarte Triebe (2000) spielte sie die Rolle der Tochter der Botanikerin Georgina Woodhouse (Helen Mirren), in die sich der Häftling Colin Briggs (Clive Owen) verliebt. Für ihre Hauptrolle im Kriminalfilm Another Life (2001) gewann sie 2002 einen Preis des Cherbourg-Octeville Festival of Irish & British Film. Im Filmdrama Vanity Fair – Jahrmarkt der Eitelkeit (2004) trat sie an der Seite von Gabriel Byrne, Reese Witherspoon und Rhys Ifans auf.
Little war die Rolle von Hester Wallace im Film Enigma – Das Geheimnis (2001) zugesagt worden, die schließlich von Kate Winslet gespielt wurde. Little erhielt trotzdem ihre Gage in der Höhe von 300.000 Pfund Sterling.
Little ist seit dem Jahr 2003 mit dem Schauspieler Bohdan Poraj verheiratet. Sie lebt in London.

## Filmografie (Auswahl)
- 1995–1996: London’s Burning (Fernsehserie, 11 Episoden)
- 1997: This Life (Fernsehserie, 20 Episoden)
- 1998: Vanity Fair (Fernsehserie, 6 Episoden)
- 1999: The Clandestine Marriage
- 1999: The Criminal – Wen die Schuld trifft (The Criminal)
- 2000: Greenfingers – Harte Jungs und zarte Triebe (Greenfingers)
- 2000: Kevin und Perry tun es (Kevin & Perry Go Large)
- 2001: Another Life
- 2003: Spooks – Im Visier des MI5 (Spooks, Fernsehserie, 5 Episoden)
- 2004: Vanity Fair – Jahrmarkt der Eitelkeit (Vanity Fair)
- 2007, 2018: Silent Witness (Fernsehserie, 4 Episoden)
- 2008: Die Katze im Taubenschlag (Agatha Christie’s Poirot; Fernsehserie, Episode: Cat Among the Pigeons)
- 2009: The Boys Are Back – Zurück ins Leben (The Boys Are Back)
- 2009: Mr. Nobody
- 2011: New Tricks – Die Krimispezialisten (New Tricks, Fernsehserie, Episode 8x01)
- 2011, 2013: Case Histories (Fernsehserie, 5 Episoden)
- 2013: Enemies – Welcome to the Punch (Welcome to the Punch)
- 2015: Wölfe (Wolf Hall, Fernsehserie, 3 Episoden)
- 2016: Thirteen (Fernsehserie, 5 Episoden)
- 2016: Black Mirror (Fernsehserie, Episode 3x03)
- 2016: The Night Manager (Fernsehserie, 5 Episoden)
- 2017: Death in Paradise (Fernsehserie, Episode 6x01)
- 2018:  Inspector Barnaby (Midsomer Murders) Fernsehserie, Staffel 19, Folge 3: Cricket-Fieber (Last Man Out)
- 2018: Press (Fernsehserie, 3 Episoden)
- 2018: Birches
- 2019–2020: Absentia (Fernsehserie, 20 Episoden)
- 2019–2022: Krieg der Welten (War of the Worlds, Fernsehserie)
- 2021: Dalgliesh (Fernsehserie, 2 Episoden)
- 2021: Ragdoll (Fernsehserie, 5 Episoden)
- 2022: Ten Percent (Fernsehserie, 8 Episoden)